# Воловик, Георгий Георгиевич
Георгий Георгиевич Воловик (1909—1983) — советский писатель, поэт и драматург, фронтовой корреспондент, член Союза писателей СССР (1957).
Брат — Воловик, Александр Георгиевич (1911—1930), поэт.

## Биография
Родился 5 мая 1909 года в слободе Чернянка Новооскольского уезда Курской губернии, ныне Белгородской области.
Окончив семилетку, писать стихи начал рано. Первые его рукописи печатались в газете «Курская правда». При этом Георгий хорошо пел и играл на скрипке, вследствие чего родители отдали его учиться в Воронежское музыкальное училище. Но после смерти отца Георгий вернулся после второго курса домой, где стал работать в школе учителем пения и рисования. Руководил оркестром в Народном доме, участвовал в драмкружке.
В 1930-х годах Георгия осудили на три года по 58-й статье — антисоветская агитация. Он был отправлен в сибирские лагеря, а после окончания срока остался работать на Бамлаге.
Когда началась Великая Отечественная война, он с трудом добился отправления на фронт.
В 1948 году вернулся в Чернянку. Работал инспектором по кадрам на строительном участке «Вуз-строй».
Затем целиком отдался литературной работе. Бывший редактор «Курской правды» — Максим Подобедов, помог Георгию издать сборник «О самом близком», познакомил его с писателями. С этого времени Воловик начал печататься в Москве в «Коммуне» и других изданиях, в том числе в журнале «Крокодил».
Его пьеса-сказка «Храбрый Никита» долгие годы была в репертуаре Воронежского театра кукол. На тексты Георгия Воловика созданы песни композиторами Г. Т. Ставониным, Я. О. Гальпериным, К. И. Массалитиновым и другими.
29 октября 1957 года Воловик был принят в Союз писателей СССР. В августе 1958 года вступил в Литературный фонд СССР.
Умер в 1983 году.

## Память
- 24 мая 1992 года в поселке Чернянка Белгородской области состоялось торжественное открытие памятной мемориальной доски братьям поэтам Воловикам Георгию Георгиевичу и Александру Георгиевичу.[3]